# TrueColor
24-битный цвет (являющийся подмножеством TrueColor англ. «истинный цвет») в компьютерной графике — метод представления и хранения изображения, позволяющий отобразить большое количество цветов, полутонов и оттенков. Цвет представляется с использованием 256 уровней для каждой из трёх компонент модели RGB: красного(R), зелёного(G) и синего(B), что в результате даёт 16 777 216 (224) различных цветов.
Обычно при кодировании пикселя на каждый из каналов (красный, зелёный, синий) отводится по одному байту; четвёртый байт (если используется) обычно отводится либо для хранения данных альфа-канала, либо просто игнорируется. Такое выравнивание до четырёх байтов оптимально подходит для 32-битной архитектуры. Использование 24-битной адресации требует реализации умножения на 3, что составляет бо́льшую вычислительную нагрузку, чем умножение на 4, которое может быть выполнено с помощью сдвига.
32-битный TrueColor может хранить альфа-канал, с помощью которого устанавливается степень прозрачности пикселей для отображения полупрозрачных изображений, например для отображения эффекта полупрозрачных окон, растворяющихся меню и теней. Некоторые видеоадаптеры способны обрабатывать альфа-канал аппаратно.

## Количество бит при оцифровке сигнала
Не следует путать количество битов при оцифровке сигнала (сканером или цифровой камерой) и количество битов при хранении и выводе на экран. 
Цвет с 256 уровнями на канал хранится в гамма-корректированном виде, в то время как с пикселей камеры оцифровывается сигнал в линейном виде. Он обычно и хранится в сырых данных камеры в формате Raw.